# Svend Wiig Hansen
Svend Wiig Hansen (Møgeltønder, 20 december 1922 – Helsingør, 15 maart 1997) was een Deense beeldhouwer en schilder. 

## Biografie
Wiig Hansen heeft gestudeerd aan de Koninklijke Deense Kunstacademie onder Johannes Bjerg en Einar Utzon-Frank (1946–1950). Vanaf 1957 was hij lid van de kunstenaarsvereniging Den Frie Udstilling. Onder zijn vroege werken bevinden zich onder andere Torso (1951), waarbij hij zich liet inspireren door Aristide Maillol en zijn Moder Jord (Moeder Aarde), 1953) van cement. Een van zijn bekendste en monumentale werken is de gigantische groep van beelden Mennesket ved havet (Deens voor Mannen aan de zee), uit 1994 bij Esbjerg, onder andere geïnspireerd door de moai op Paaseiland. Een van zijn laatste beelden is  het bronze Slægt løfter slægt (Familie verhoogt familie) uit 1997. Dit beeld was nog niet af bij zijn overlijden en is postuum afgerond door zijn zonen Christian en Nicolai en is sinds 2000 geplaatst op Gammel Strand in Kopenhagen.
Zijn erkenning als kunstschilder begon in 1955 met De søgende (De zoeker), later volgde belangrijke werken als: Menneskeridt (Menselijke rit, 1959), de serie Mennesker i forvandling (Mensen in transformatie, 1963) and Jorden græder (De aarde huilt, 1981). Over het algemeen wordt de expressie van Wiig Hansen gekenmerkt door het gebruik van sterke kleuren voor het afbeelden van het menselijk lichaam die wordt gesitueerd in een desolaat landschap. Permanente decoraties van de hand van Wiig Hansen kunnen worden gevonden in de kerk van Kastrup (1978), het ziekenhuis in Herning en in Det Kongelige Teater te Kopenhagen.

## Prijzen
Wiig Hansen ontving in 1976 de Zweedse Prins Eugen Medaille, later werden hem ook de Eckersberg Medaille en de Thorvaldsen Medaille toegekend maar koos hij ervoor om deze niet te ontvangen.
- Bibsys: 90722451
- Bibliothèque nationale de France: cb14975534m (data)
- Gemeinsame Normdatei: 118997998
- International Standard Name Identifier: 0000 0000 7845 605X
- KulturNav: b839df54-89f3-4f4c-aeb2-4b8ca979931d
- Library of Congress Control Number: n82009972
- Nederlandse Thesaurus van Auteursnamen: 268599157
- RKD-Nederlands Instituut voor Kunstgeschiedenis: 35895
- LIBRIS: 101893
- Système universitaire de documentation: 136103294
- Union List of Artist Names: 500017927
- Virtual International Authority File: 15045478
- WorldCat: E39PBJcWxwv6KKTHV8FpWdRxjC